# Melaleuca longistaminea
Melaleuca longistaminea är en myrtenväxtart som först beskrevs av Ferdinand von Mueller, och fick sitt nu gällande namn av Bryan Alwyn Barlow och Lyndley Alan Craven. Melaleuca longistaminea ingår i släktet Melaleuca och familjen myrtenväxter.
Artens utbredningsområde är Western Australia.

## Underarter
Arten delas in i följande underarter:
- M. l. spectabilis
- M. l. longistaminea